# Alberto Coelho
Alberto Alves Coelho (nasceu a 21 de Julho de 1993), também conhecido como Betinho, é um  futebolista português que joga no Sporting Clube de Portugal B como Avançado.

## Carreira no Clube
Nascido em Santa Maria de Lamas, Aveiro, Betinho assinou pelo Sporting Clube de Portugal com 11 anos, do clube local C.F. União de Lamas. Procedeu por jogar nas categorias jovens do clube.
A 14 de Dezembro de 2011 Betinho foi chamada a um jogo fora de casa na Liga Europa da UEFA Fase de grupos contra a Lazio, ao lado de jovens formados Ricardo Esgaio, Tiago Ilori, João Carlos e João Mário, devido aos Leões terem segurado o primeiro lugar do seu grupo. Continuou a ser usado como suplente na derrota por 0-2.
Betinho começou a Edição 2012/2013 com o Sporting Clube de Portugal B, na Segunda Liga. Marcou o seu primeiro golo na equipa B a 22 de Agosto, numa vitória de 2-1 sobre o S.C. Covilhã. Mais tarde no mesmo mês fez o seu primeiro jogo na Primeira Liga, jogou 16 minutos num empate caseiro contra o G.D. Estoril Praia.